# Ringwall Römerschanze (Schönau)
Der Ringwall Römerschanze ist eine abgegangene Ringwallanlage 1100 m ostnordöstlich der Pfarrkirche St. Stephan der niederbayerischen Gemeinde Schönau im Landkreis Rottal-Inn. Die Anlage wird als Bodendenkmal unter der Aktennummer D-2-7543-0032 als „Ringwall des frühen Mittelalters („Römerschanze“)“ geführt.

## Beschreibung
Der Ringwall Römerschanze ist ein Ebenerdiger Ansitz auf einem nach Westen gerichteten Geländesporn im Bereich des Einbachholzes. Der leicht ovale Ringwall hat die Ausmaße von 41 (in Ost-West-Richtung) und 33 m (in Nord-Süd-Richtung) und weist streckenweise einen vorgelagerten 0,4 m tiefen Graben auf. Der Wall erstreckt sich von Nordwest über Nord und Ost bis auf die Südseite. Den restlichen Abschnitt bildet eine kräftige Böschung. Der vorgelagerte Graben geht auf der Westseite in eine Berme über. Von dem ebenen Innenraum steigt der Wall um 0,4 bis 0,6 m an, um dann bis zu 1 m zur Grabensohle abzufallen. Der Ringwall liegt südlich eines Kiesabbaus, wobei eine Abraumhalde den nördlichen Wallfuß teilweise überdeckt.